# Cayo Largo del Sur

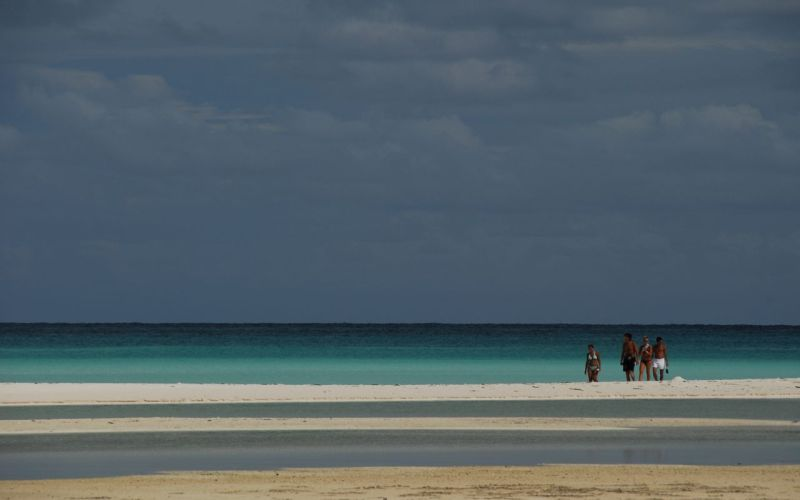
Cayo Largo de Sur

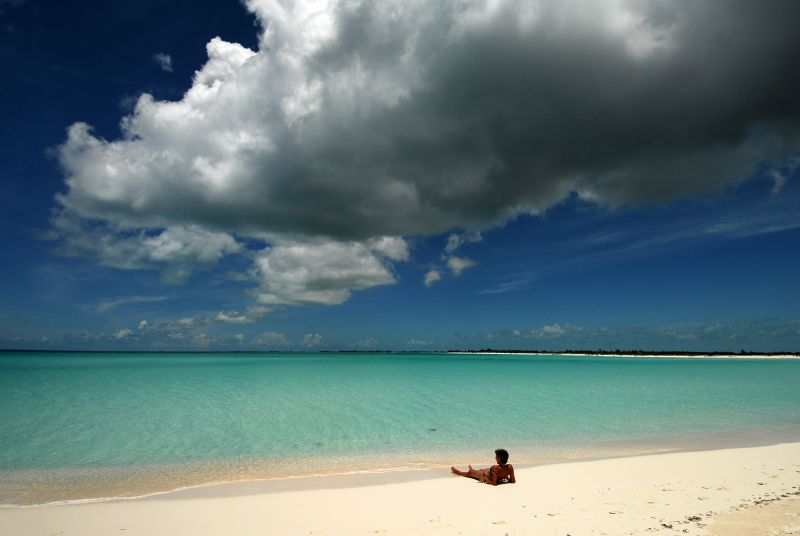
Playa Paraiso

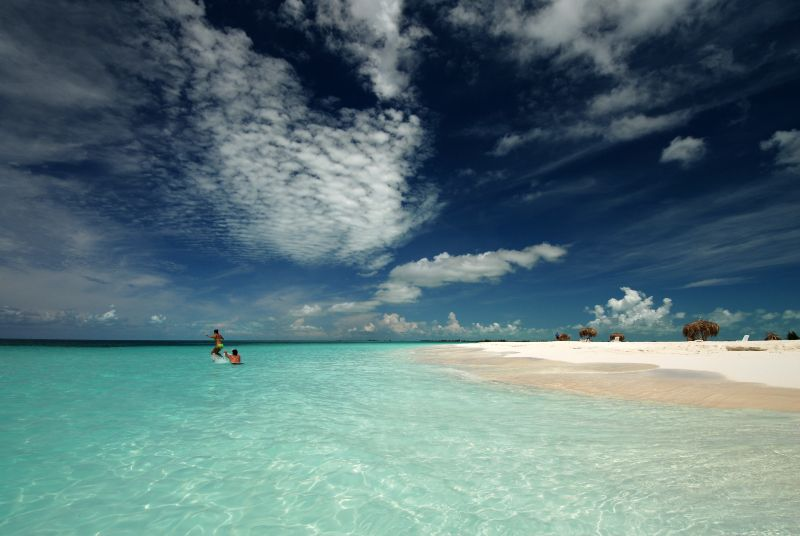
Playa Sirena

Het eiland Cayo Largo del Sur en de kleinere eilandjes er rond, die alle deel uitmaken van de Archipiélago de los Canarreos, behoren tot de mooiste koraaleilanden van Cuba. De stranden liggen beschut aan de zuidkant van het eiland. Het regent er zelden en de temperatuur ligt er winter en zomer tussen 24 en 30 graden. De kust is vlak en loopt zeer traag de zee in. Het zand is als fijn wit talkpoeder en het water kristalhelder. Cayo Largo del Sur heeft slechts enkele hotels op zijn 25 km lange kuststrook. Administratief behoort het tot de gemeente (municipio) Isla de la Juventud.
De voornaamste bezienswaardigheden zijn de stranden Playa Sirena en Playa Paraiso. Interessant is ook Playa Tortuga, een broedplaats voor zeeschildpadden.